# Spirorbis anguineus
Spirorbis anguineus är en ringmaskart som beskrevs av Belokrys 1984. Spirorbis anguineus ingår i släktet Spirorbis och familjen Serpulidae. Inga underarter finns listade i Catalogue of Life.